# Вест Хејзелтон (Пенсилванија)
Вест Хејзелтон (енгл. West Hazleton) град је у америчкој савезној држави Пенсилванија.

## Демографија
По попису из 2010. године број становника је 4.594, што је 1.052 (29,7%) становника више него 2000. године.
| Група             | 2000.         | 2010.         |
| Белци             | 3.418 (96,5%) | 2.834 (61,7%) |
| Афроамериканци    | 20 (0,6%)     | 144 (3,1%)    |
| Азијати           | 8 (0,2%)      | 16 (0,3%)     |
| Хиспаноамериканци | 79 (2,2%)     | 1.624 (35,4%) |
| Укупно            | 3.542         | 4.594         |